# Кайоло
Кайоло (італ. Caiolo) — муніципалітет в Італії, у регіоні Ломбардія, провінція Сондріо.
Кайоло розташоване на відстані близько 520 км на північний захід від Рима, 90 км на північний схід від Мілана, 6 км на захід від Сондріо.
Населення — 1068 осіб (2014).

## Демографія
Населення за роками:

Станом на 1 січня 2023 року в муніципалітеті офіційно проживало 57 іноземців з 16 країн, серед них 14 громадян країн Євросоюзу та 5 громадян України.

## Сусідні муніципалітети
- Альбозаджа
- Карона
- Кастьоне-Андевенно
- Чедраско
- Фопполо
- П'ятеда
- Посталезіо
- Сондріо